# Centena di Brixton
La Centena di Brixton fu una millenaria ripartizione territoriale della contea inglese del Surrey, oggi inglobata nella capitale britannica.

## Storia
La centena era una ripartizione del territorio operata dal conte, ai fini della riscossione fiscale e militare. La centena di Brixton si formò ancor prima della definitiva instaurazione del Regno d'Inghilterra nel 1066, e occupava l’area a sud della capitale. La sua superficie era di 30.000 acri, circa 123 chilometri quadrati, ed era a sua volta ripartita in numerose parrocchie della diocesi di Winchester, che in tempi più moderni risultarono essere:
- Battersea
- Clapham
- Putney
- Streatham
- Tooting
- Wandsworth
- Lambeth
- Camberwell
- Newington
- Bermondsey
- Rotherhithe
- Southwark, borgo autonomo comprendente a sua volta sei parrocchie: Christchurch, San Salvatore, San Giorgio, San Giovanni, Sant'Olaf e San Tommaso[2].

La rivoluzione industriale e la conseguente espansione urbana della capitale travolsero questo istituto medievale. L'area fu dapprima inclusa nella giurisdizione di Scotland Yard e dal 1855 in quella del Metropolitan Board of Works, che creò alcuni nuovi distretti come forme di autogoverno locale: quello di Wandsworth racchiuse sei parrocchie, mentre Southwark fu divisa in tre distretti per le sei parrocchie. Nel frattempo la popolazione era esplosa, superando il mezzo milione nella seconda metà del secolo. Con la creazione della Contea di Londra, questo arcaismo scomparve. Oggi l'area corrisponde quasi perfettamente a tre borghi londinesi: Wandsworth, Lambeth e Southwark.